# Václav Haňka
Václav Haňka (7. listopadu 1919 Sokolnice – 18. října 1942 Northolt) byl český palubní navigátor 311. československé bombardovací perutě.

## Život

### Před druhou světovou válkou
Václav Haňka se narodil 7. listopadu 1919 v Sokolnicích na brněnsku. Vystudoval brněnskou reálku a v roce 1937 se přihlásil k armádnímu letectvu. Absolvoval výcvik na leteckého pozorovatele a následně sloužil u Leteckého pluku 1 v Hradci Králové, v období všeobecné mobilizace na podzim 1938 pak ve Vysokém Mýtě. Dosáhl hodnosti četaře aspiranta.

### Druhá světová válka
Po německé okupaci v březnu 1939 byl Václav Haňka propuštěn z rušené Československé armády a nastoupil ke studiu na Vysoké škole technické v Brně. Po uzavření českých vysokých škol nacisty se v prosinci 1939 neúspěšně pokusil opustit přes Maďarsko ilegálně Protektorát Čechy a Morava. Při druhém pokusu 7. ledna 1940 byl společně s mjr. D. Markem zadržen v Maďarsku, tři měsíce vězněn a poté vrácen na slovenské hranice. Úspěšný byl až třetí pokus, kdy se mu podařilo dostat se přes Jugoslávii, Řecko, Turecko, Střední východ a Egypt do Francie, kam dorazil 6. května 1940. Po pádu Francie v červnu téhož roku se evakuoval do Spojeného království. Zde vstoupil do Royal Air Force a byl zařazen k 311. československé bombardovací peruti jako pozorovatel a navigátor. Po výcviku byl připuštěn k operační činnosti a svůj první let absolvoval 3. března 1941. Byl jím nálet na Dunkerk. Do přeložení perutě od bombardovacího velitelství k pobřežnímu absolvoval dvacet operačních letů o 106 operačních hodinách nad nacistické Německo a okupovanou Evropu. Poté přidal dalších 176 hodin při protiponorkových hlídkových letech. Ve dnech 16. srpna a 9. září 1942 se zúčastnil útoků na německé ponorky, přičemž ponorka U 165 byla během druhé z akcí uznána za potopenou. Dne 18. října téhož roku letěl jako cestující ve stroji Vickers Wellington T2564 KX-T v rámci přeletu do Londýna společně s dalšími třinácti příslušníky 311. perutě a jedním belgickým důstojníkem. Stroj se z nezjištěných příčin zřítil u letiště Northolt a všichni na jeho palubě a šest dalších osob na zemi zahynulo. Dosáhl hodnosti kapitána. Podle přání jeho anglické manželky byl 24. října pohřben na hřbitově u kostela svatého Filipa ve čtvrti Penn ve Wolverhamptonu. Krátce po jeho skonu se mu narodila dcera Rosemarie, která zemřela již v šesti letech a byla pohřbena vedle svého otce.

## Ocenění

### Vyznamenání
- Československý válečný kříž 1939
- Československá medaile Za chrabrost před nepřítelem

### Posmrtná cenění
- V roce 1991 byl Václav Haňka in memoriam povýšen do hodnosti podplukovníka